# Brejo da Madre de Deus
Brejo da Madre de Deus – miasto i gmina w Brazylii, w stanie Pernambuco, w mezoregionie Agreste Pernambucano, w mikroregionie Vale do Ipojuca. Według Brazylijskiego Instytutu Geograficzno-Statystycznego, 2010 roku miejscowość liczyła 45 192 mieszkańców.